# Kangra-Fort

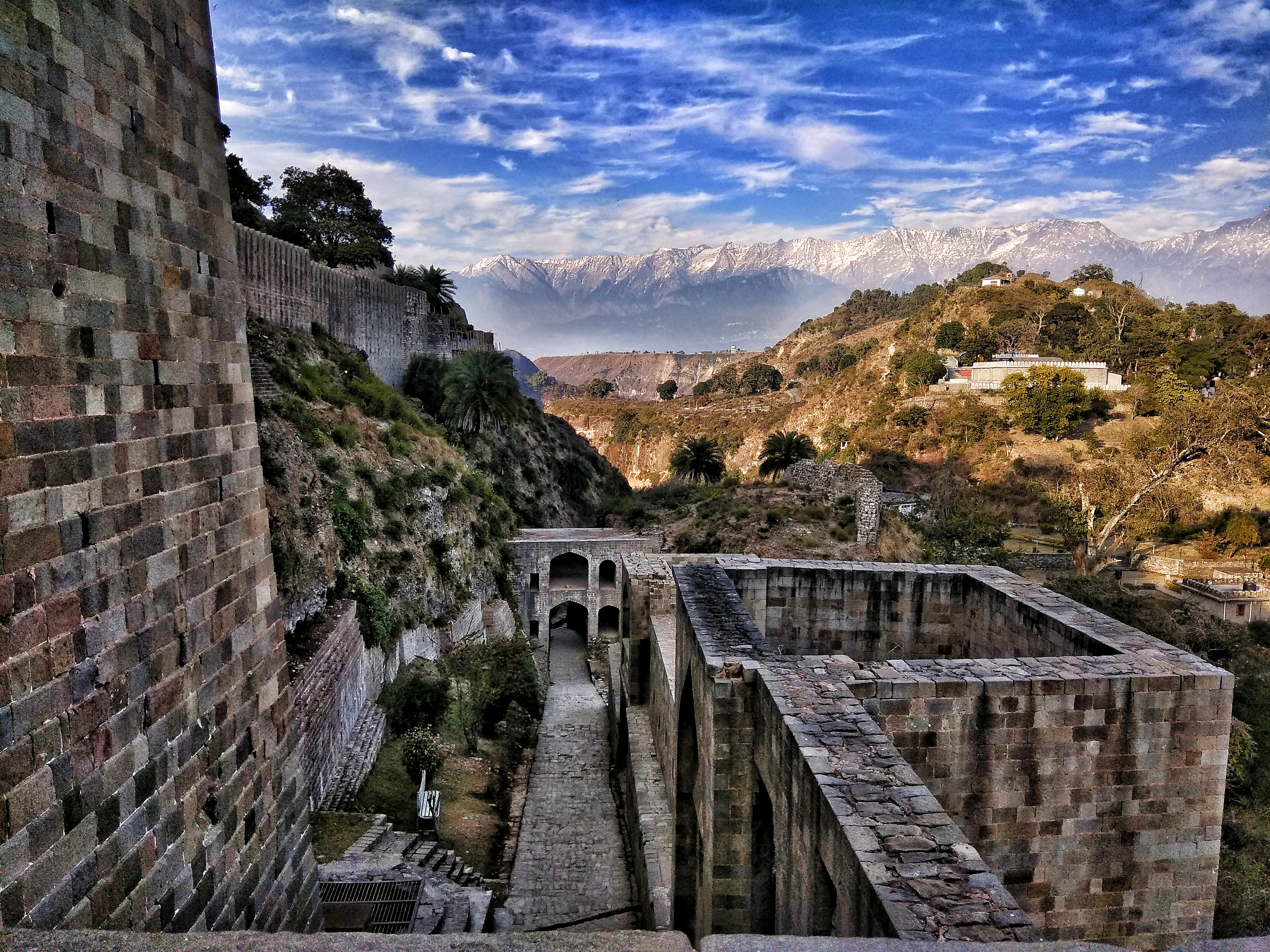
Kangra-Fort mit Himalaya-Bergen

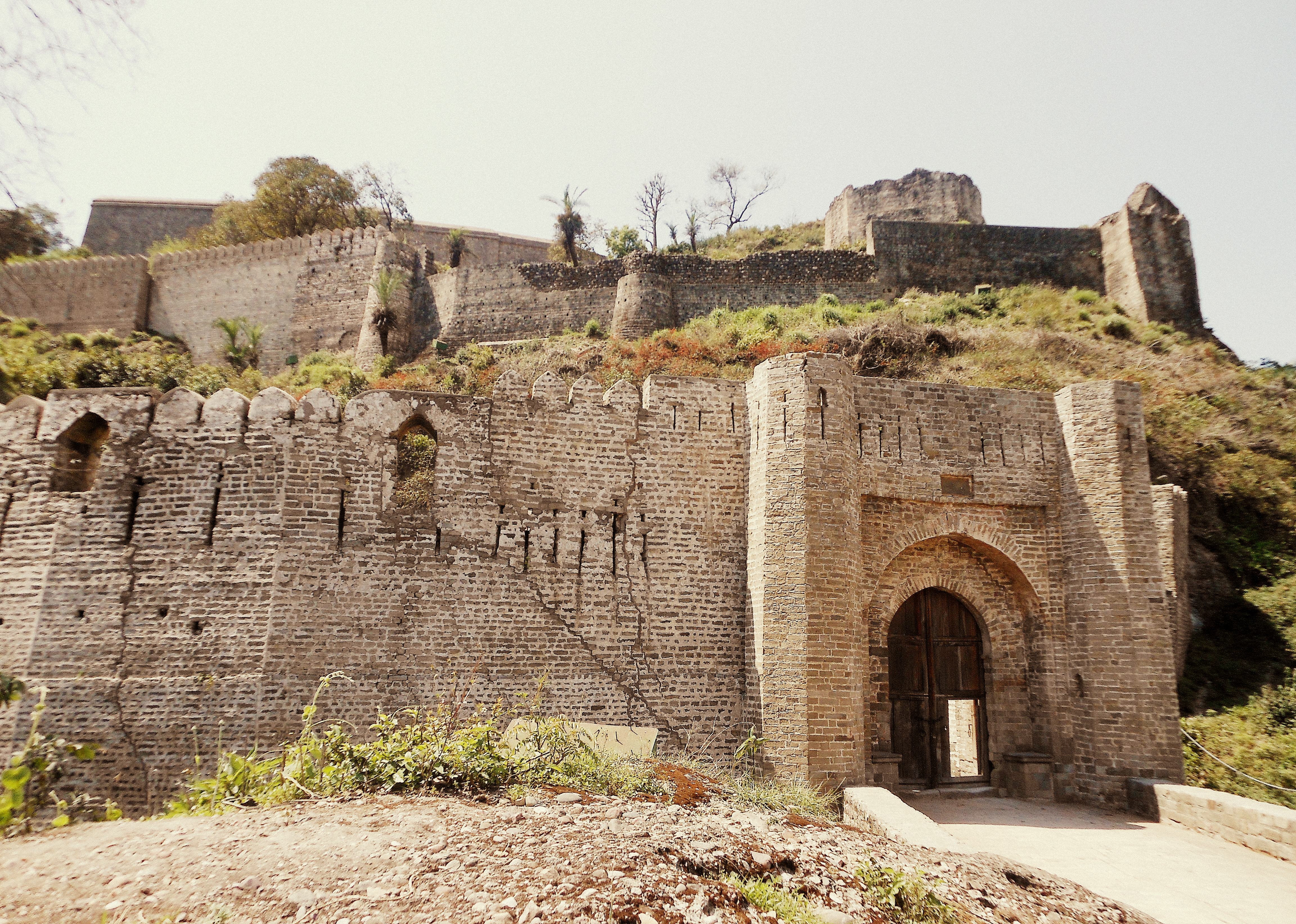
Kangra-Fort

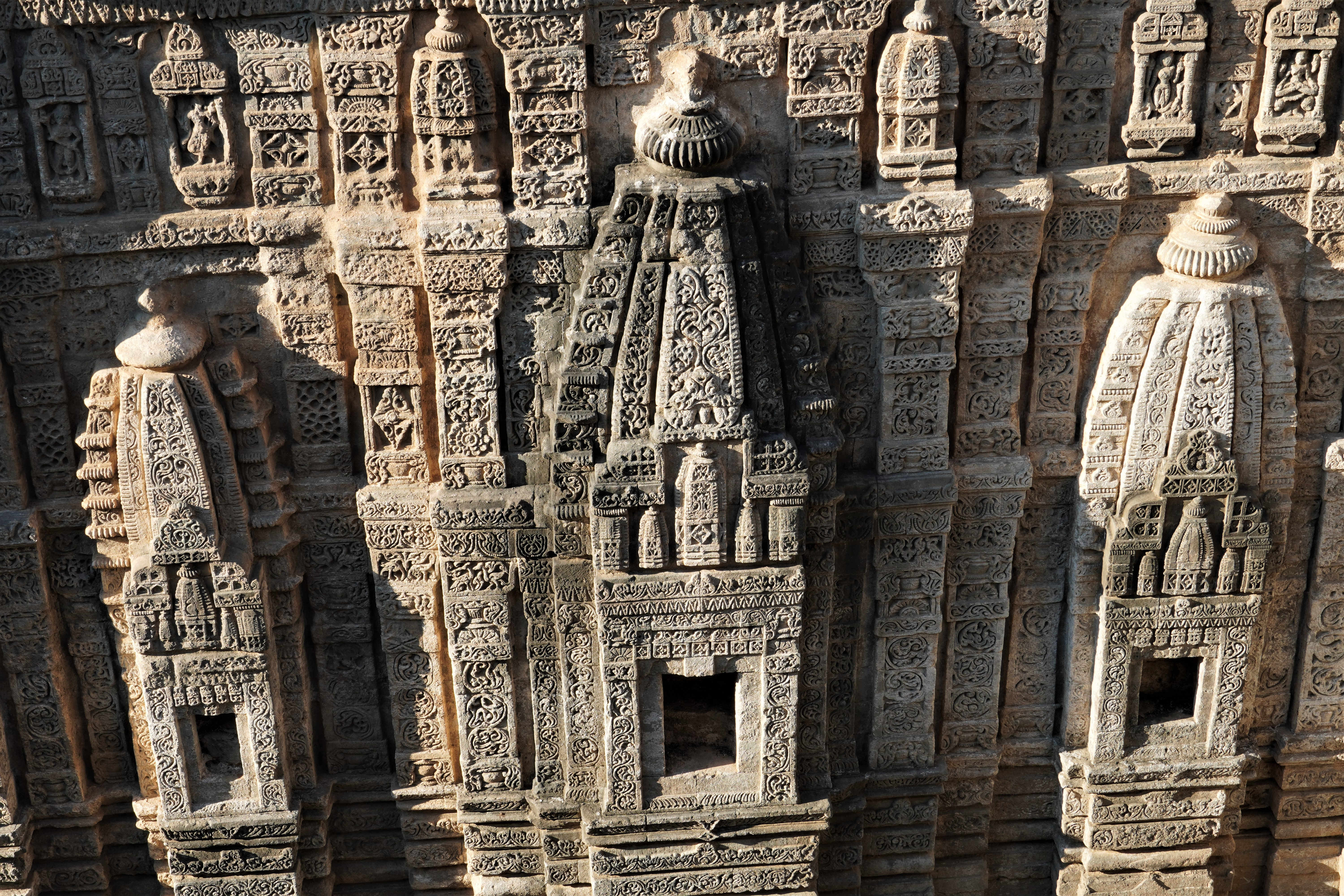
Hindutempel im Kangra-Fort

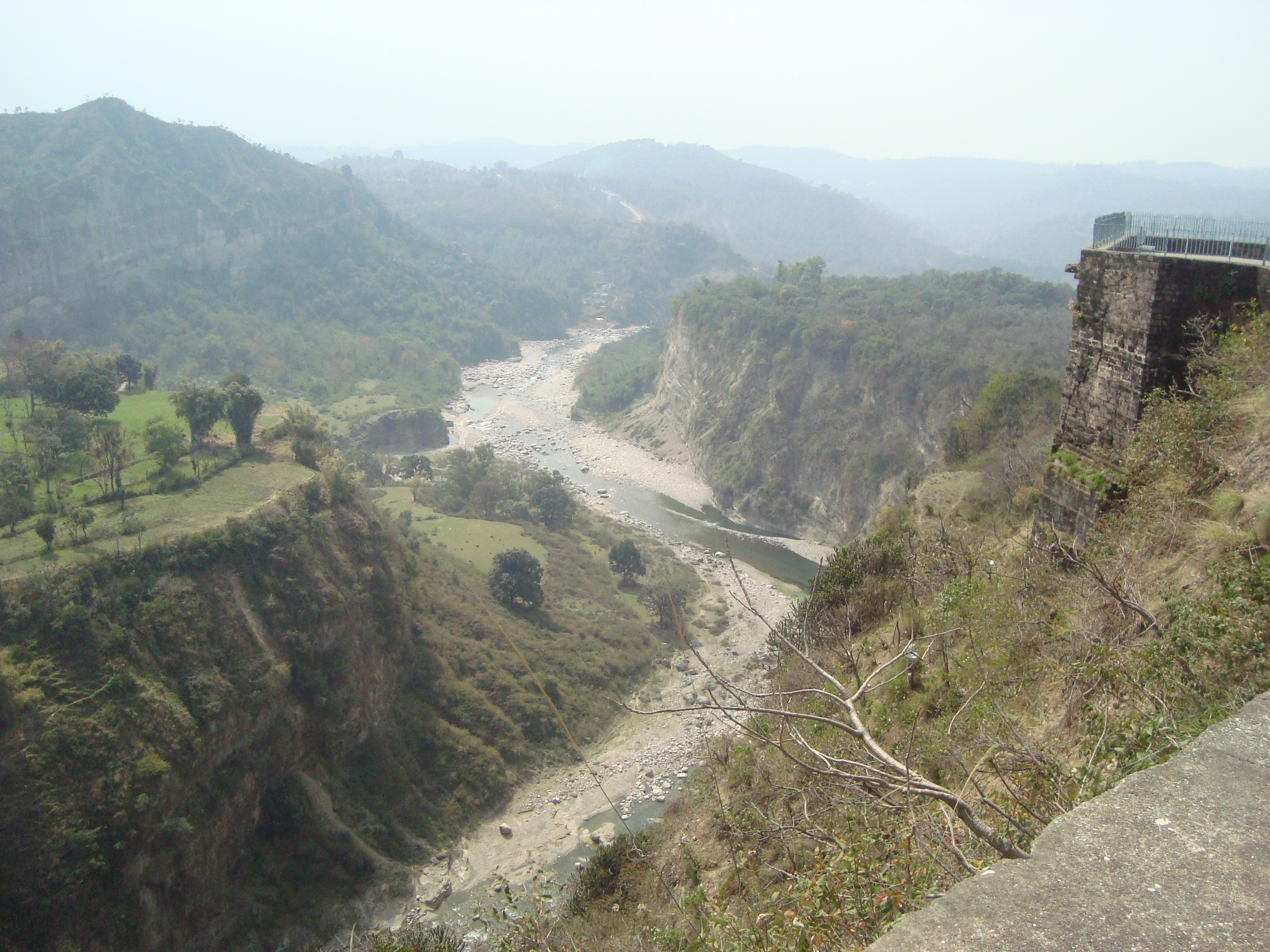
Kangra-Fort – Blick ins Tal des Baner-Khad

Das Kangra-Fort ist eine Festungsanlage (fort) aus dem 17. und 19. Jahrhundert bei der Stadt Kangra im nordindischen Bundesstaat Himachal Pradesh.

## Lage
Das Kangra-Fort liegt auf einer Anhöhe zwischen zwei Flüssen ca. 2 km südwestlich der Stadt Kangra in einer Höhe von ca. 750 bis 850 m. Die Stadt Dharamsala befindet sich etwa 20 km nordöstlich.

## Geschichte
Der lokalen Überlieferung zufolge reicht die Geschichte der Festung bis in mythische Zeiten (Trigarta-Königreich) zurück; nachweisbar ist jedoch nur eine Zugehörigkeit zum Herrschaftsbereich der Katoch-Dynastie. Die ältesten Bauten im heutigen Fortbereich sind Tempelruinen aus dem 9./10. Jahrhundert. Die erste schriftliche Erwähnung des Kangra-Staates stammt aus dem 11. Jahrhundert.
Um das Jahr 1600 hielt das Fort einer Belagerung durch ein Heer des Großmoguls Akbar I. stand, doch wurde es im Jahr 1620 von dessen Sohn Jahangir erobert und anschließend ausgebaut. Nach dem Ende des Mogulreichs erlangte Raja Sansar Chand, ein angeblicher Nachkömmling der Katoch-Familie, eine gewisse Machtposition im Kangra-Tal und übernahm im Jahr 1783 endgültig die Macht über das Kangra-Fort. Etwa 20 Jahre später gehörte das Tal jedoch zum Machtbereich der Sikhs, die es aber nach dem Ersten Sikh-Krieg im Jahr 1846 an die Briten abtreten mussten.
Im Jahr 1905 legte ein verheerendes Erdbeben weite Teile der Anlage in Trümmer; danach wurden zahlreiche Bauteile restauriert.

## Architektur
Das auf einer Anhöhe liegende Fort ist durch mehrere zinnenbekrönte Mauerringe gesichert. Auch sind Teile der Außenmauern aus dem Felsen herausgehauen.

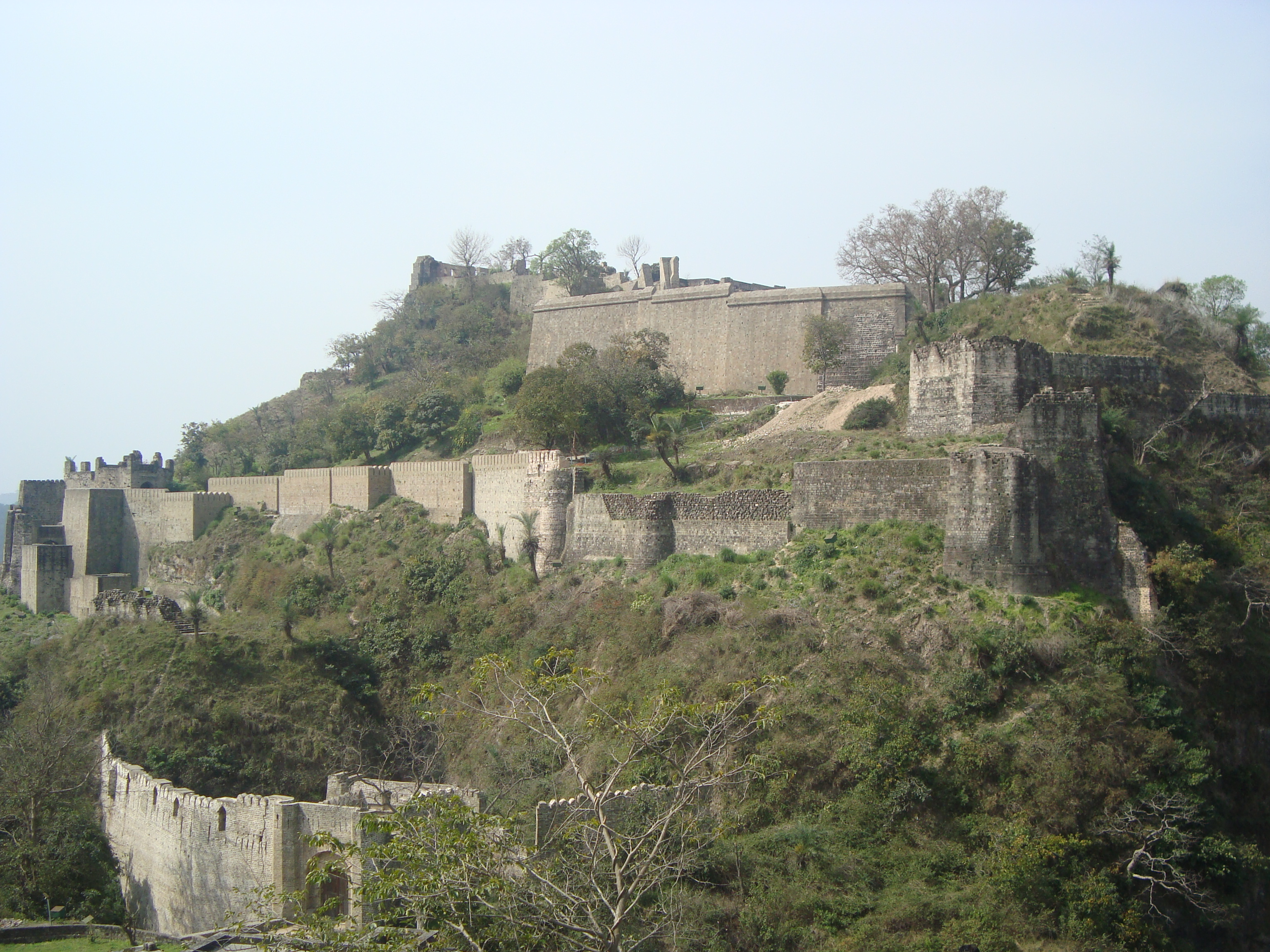
Kangra-Fort
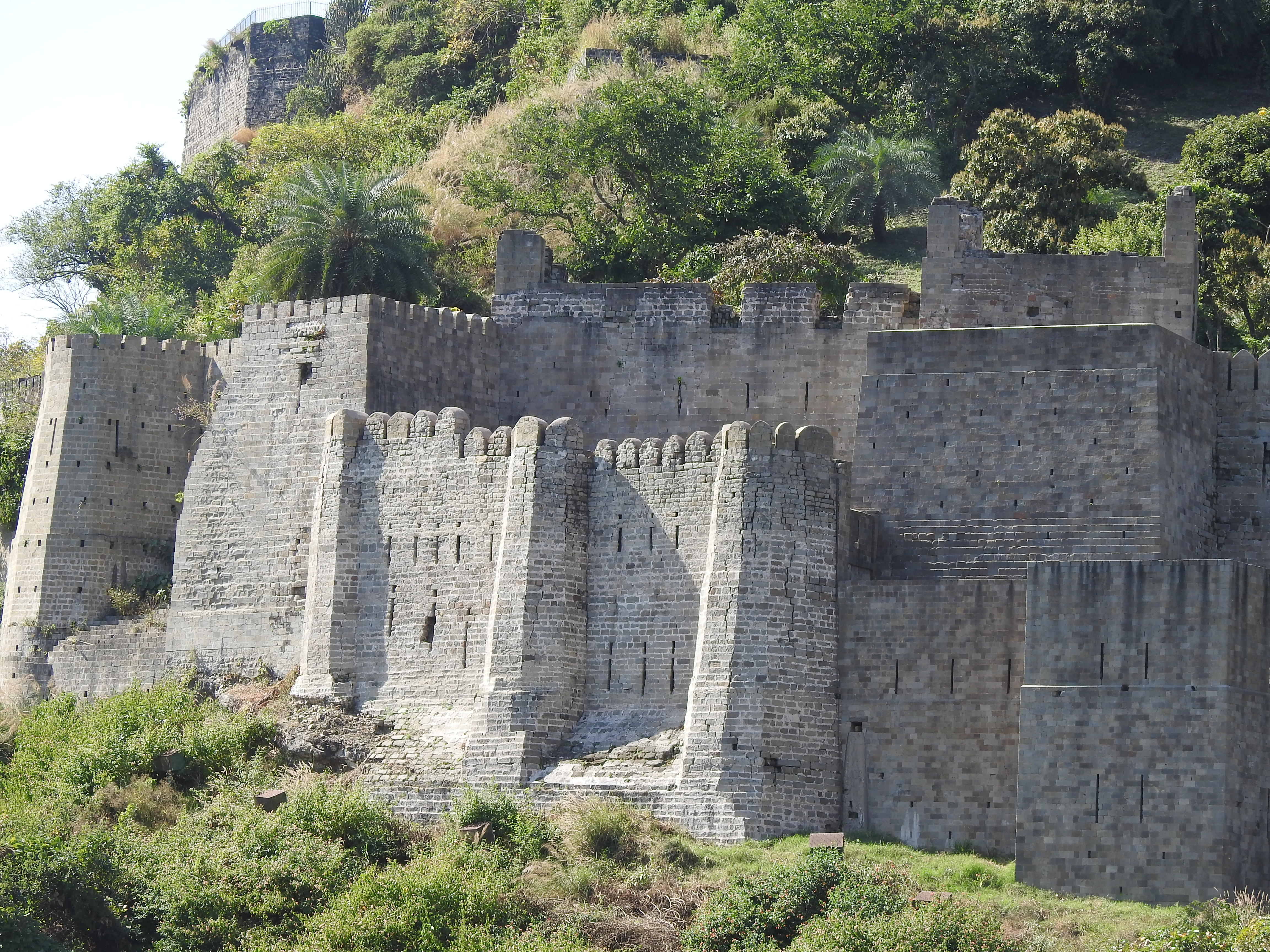
dto.
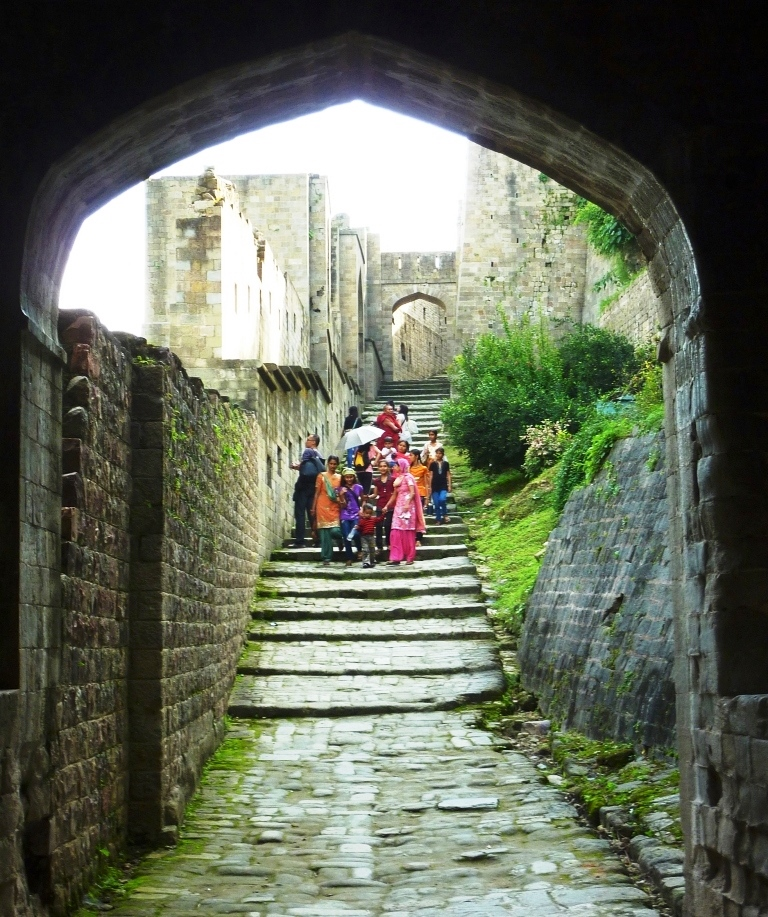
dto.
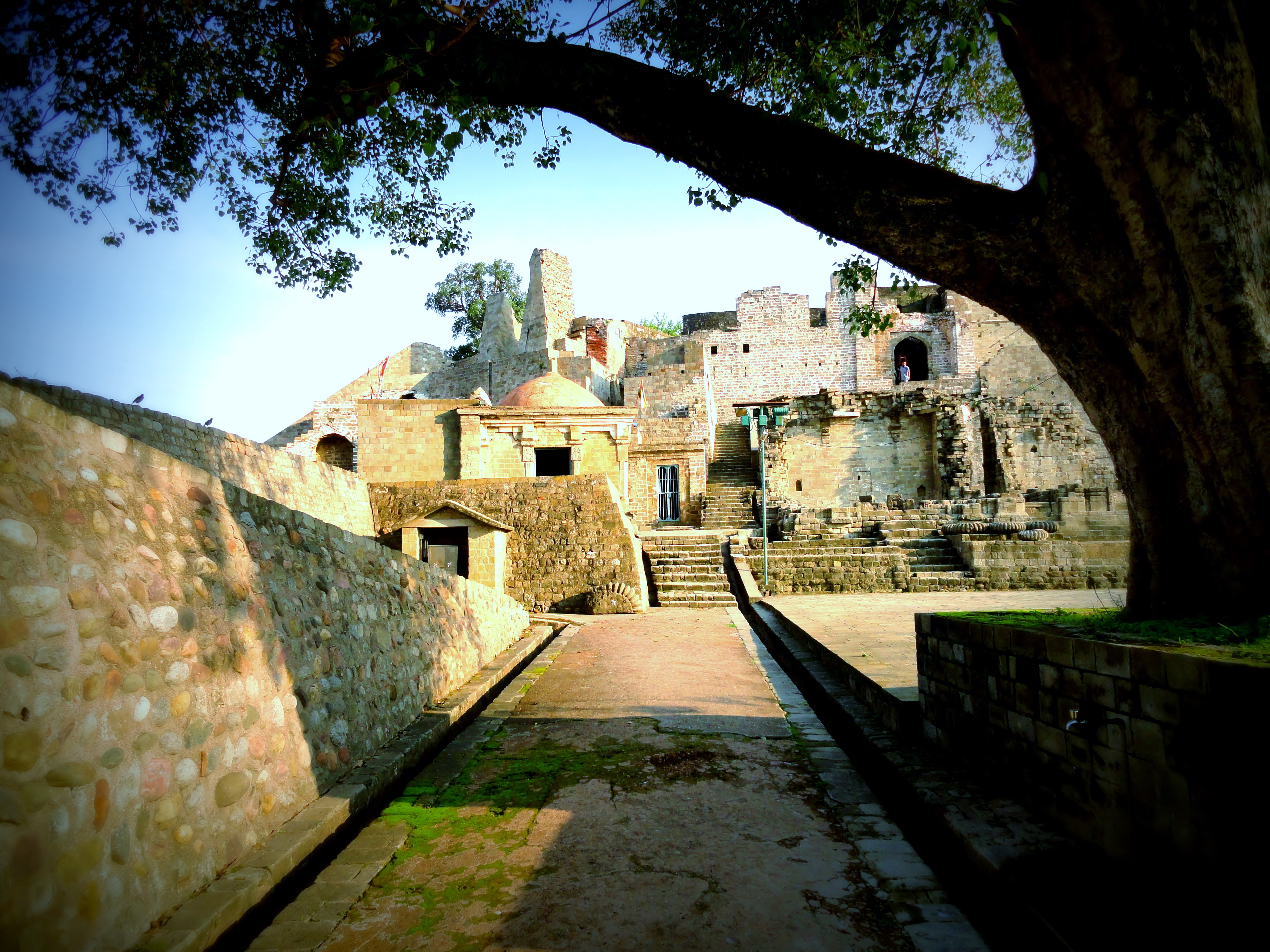
dto.

## Museum
Ein kleines Museum am Rand der Fortanlage präsentiert einige hübsche Holz- und Steinskulpturen etc.